# Üzbegisztán az 1998. évi téli olimpiai játékokon
Üzbegisztán a japán Naganóban megrendezett 1998. évi téli olimpiai játékok egyik részt vevő nemzete volt. Az országot az olimpián 3 sportágban 4 sportoló képviselte, akik érmet nem szereztek.

## Alpesisí
Férfi
| Versenyző       | Versenyszám | 1. futam | 1. futam | 2. futam | 2. futam | Összesítés | Összesítés |
| Versenyző       | Versenyszám | Idő      | Hely.    | Idő      | Hely.    | Idő        | Helyezés   |
| --------------- | ----------- | -------- | -------- | -------- | -------- | ---------- | ---------- |
| Komil Urunbayev | Műlesiklás  | 1:09,55  | 35.      | 1:09,30  | 28.      | 2:18,85    | 28.        |

## Műkorcsolya
| Versenyző        | Versenyszám  | Rövid program     | Rövid program | Rövid program | Kűr               | Kűr   | Kűr         | Összesítés         | Összesítés |
| Versenyző        | Versenyszám  | Több. hely. száma | Hely.         | Hely. pont.   | Több. hely. száma | Hely. | Hely. pont. | Helyezési pontszám | Helyezés   |
| ---------------- | ------------ | ----------------- | ------------- | ------------- | ----------------- | ----- | ----------- | ------------------ | ---------- |
| Roman Skornyakov | Férfi egyéni | 5×20+             | 20.           | 10,0          | 5×19+             | 19.   | 19,0        | 29,0               | 19.        |
| Tatyana Malinina | Női egyéni   | 6×9+              | 9.            | 4,5           | 5×8+              | 8.    | 8,0         | 12,5               | 8.         |

## Síakrobatika
Ugrás
| Versenyző       | Versenyszám | Selejtező | Selejtező | Döntő   | Döntő    |
| Versenyző       | Versenyszám | Pont      | Helyezés  | Pont    | Helyezés |
| --------------- | ----------- | --------- | --------- | ------- | -------- |
| Lina Cheryazova | Női         | 154,02    | 13.       | kiesett | kiesett  |